# Lutter am Barenberge
Lutter am Barenberge est une commune allemande de l'arrondissement de Goslar dans le sud-est du Land de Basse-Saxe. C'est le chef-lieu de la Samtgemeinde Lutter am Barenberge. Le bourg est connu pour être le lieu de la bataille de Lutter (1626) pendant la guerre de Trente Ans.

## Géographie
Le territoire communal s'étend sur les contreforts nord-ouest du massif de Harz. Lutter se trouve à environ 7 kilomètres au nord-ouest de la ville de Langelsheim.

## Histoire

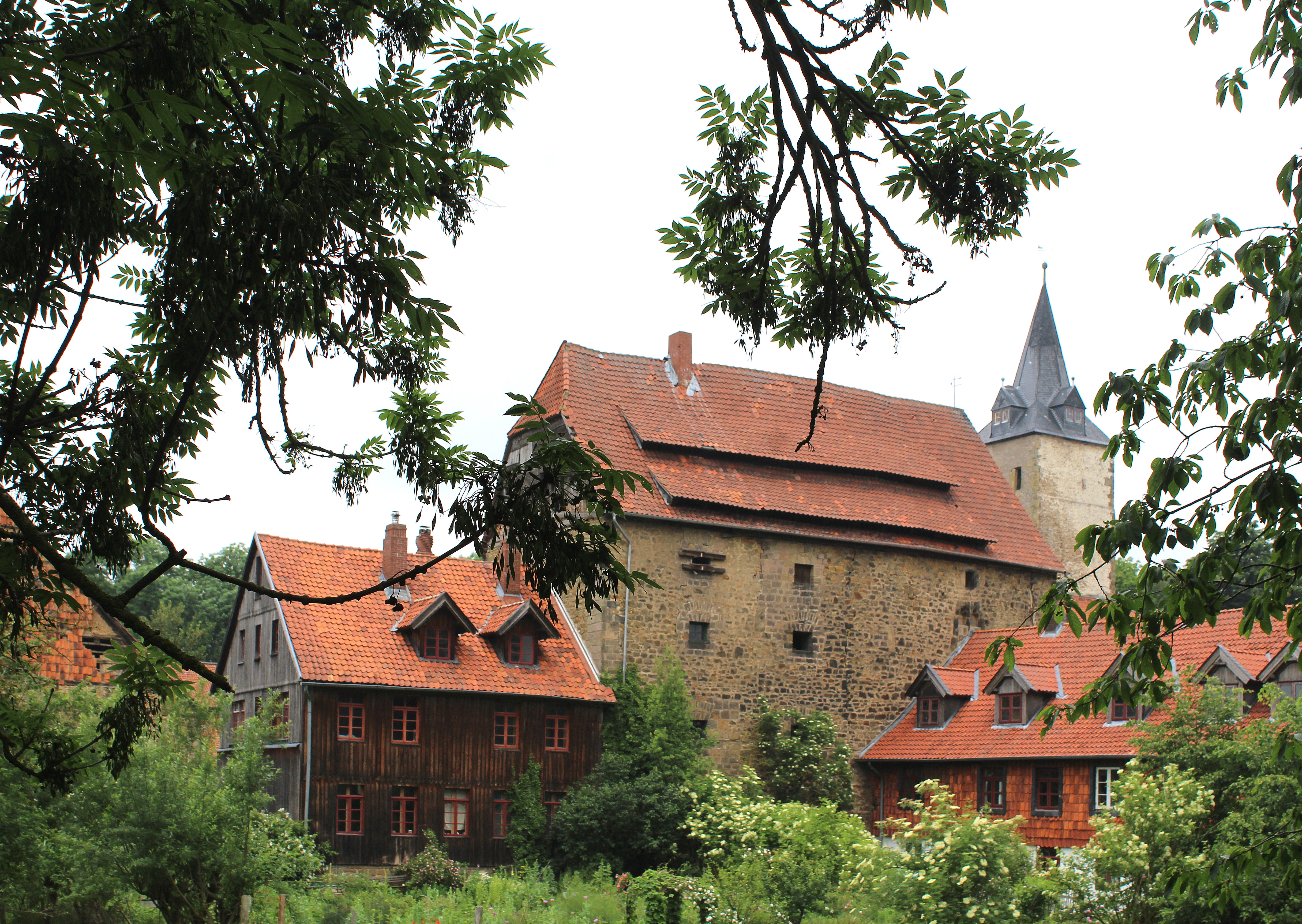
Le château de Lutter.

Le village de Lutter a été fondé en 956 par le roi Otton Ier, l'un des domaines de l'abbaye de Gandersheim. C'est bien plus tard que surgit l'ajout am Barenberge, le distinguant ainsi de Lutter am Elm, à proximité. Un château de plaine (Wasserburg) fut mentionné pour la première fois en 1259. Il a été assiégé par les troupes du duc Othon II de Brunswick-Lunebourg en 1279 ; en 1307, le fort était détenu par son cousin Henri de Brunswick-Grubenhagen. Depuis le Moyen Âge tardif, les terres appartiennent à l'évêché de Hildesheim.
En 1523, le château de Lutter fut définitivement conquis par les forces de la principauté de Brunswick-Wolfenbüttel, tandis que les domaines environnants ont été restitués à Hildesheim en 1643. Au cours de la bataille de Lutter, le 27 août 1626, les troupes du roi Christian IV de Danemark se retranchèrent dans la forteresse, jusqu'à ce qu'elles soient contraintes de capituler devant les forces impériales sous le commandement du comte Jean t'Serclaes de Tilly.
Après la sécularisation de l'évêché de Hildesheim par le recès d'Empire en 1803, les domaines sont passés au royaume de Hanovre nouvellement crée en 1814 puis, en 1866, à la province de Hanovre au sein de la Prusse.

## Source
- (de) Cet article est partiellement ou en totalité issu de l’article de Wikipédia en allemand intitulé « Lutter am Barenberge » (voir la liste des auteurs).